# Махаска (Канзас)
Махаска (енгл. Mahaska) град је у америчкој савезној држави Канзас.

## Демографија
По попису из 2010. године број становника је 83, што је 24 (-22,4%) становника мање него 2000. године.
| Група             | 2000.       | 2010.      |
| Белци             | 100 (93,5%) | 81 (97,6%) |
| Афроамериканци    | 1 (0,9%)    | 0 (0,0%)   |
| Азијати           | 0 (0,0%)    | 0 (0,0%)   |
| Хиспаноамериканци | 0 (0,0%)    | 0 (0,0%)   |
| Укупно            | 107         | 83         |